# Rue Sabaterie
La rue Sabaterie est une voie bayonnaise (Pyrénées-Atlantiques), située dans le quartier du Grand Bayonne.

## Situation et accès
La rue Sabaterie relie la rue d'Espagne à la rue Douer, au niveau de la place Montaut. Elle croise la rue Montaut.

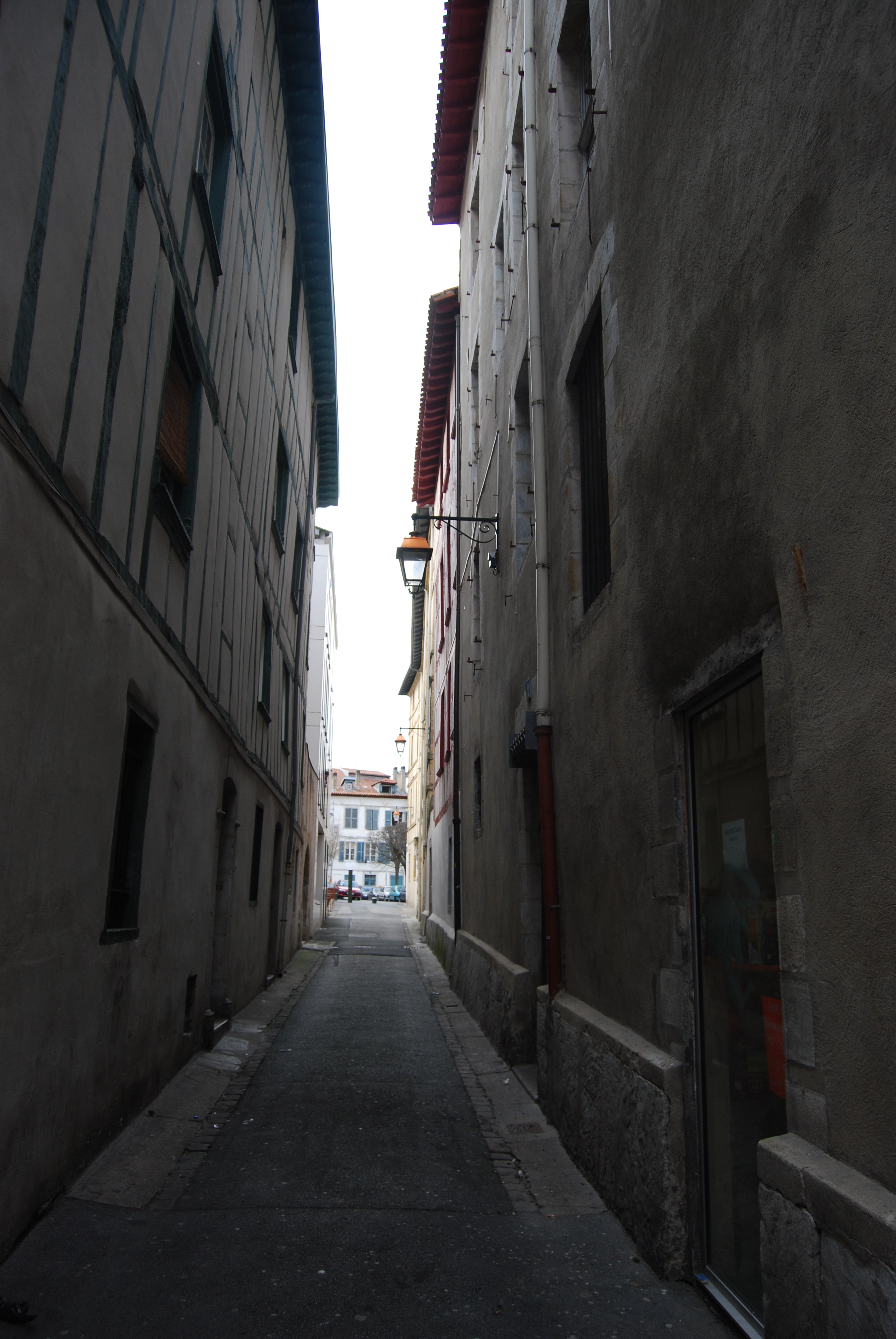
La rue Sabaterie vue depuis la rue d'Espagne.
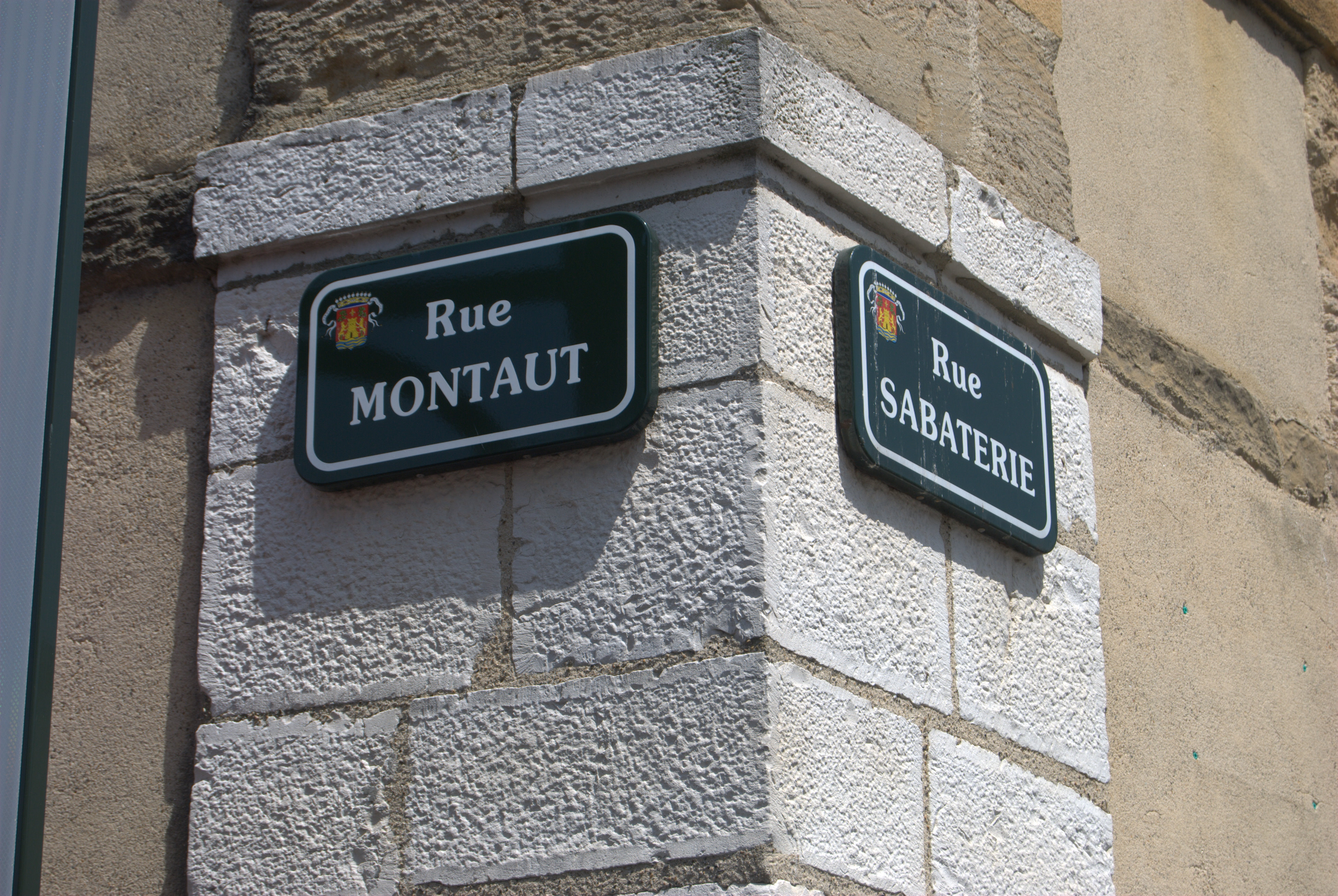
Panneaux à l'angle des rues Montaut et Sabaterie.
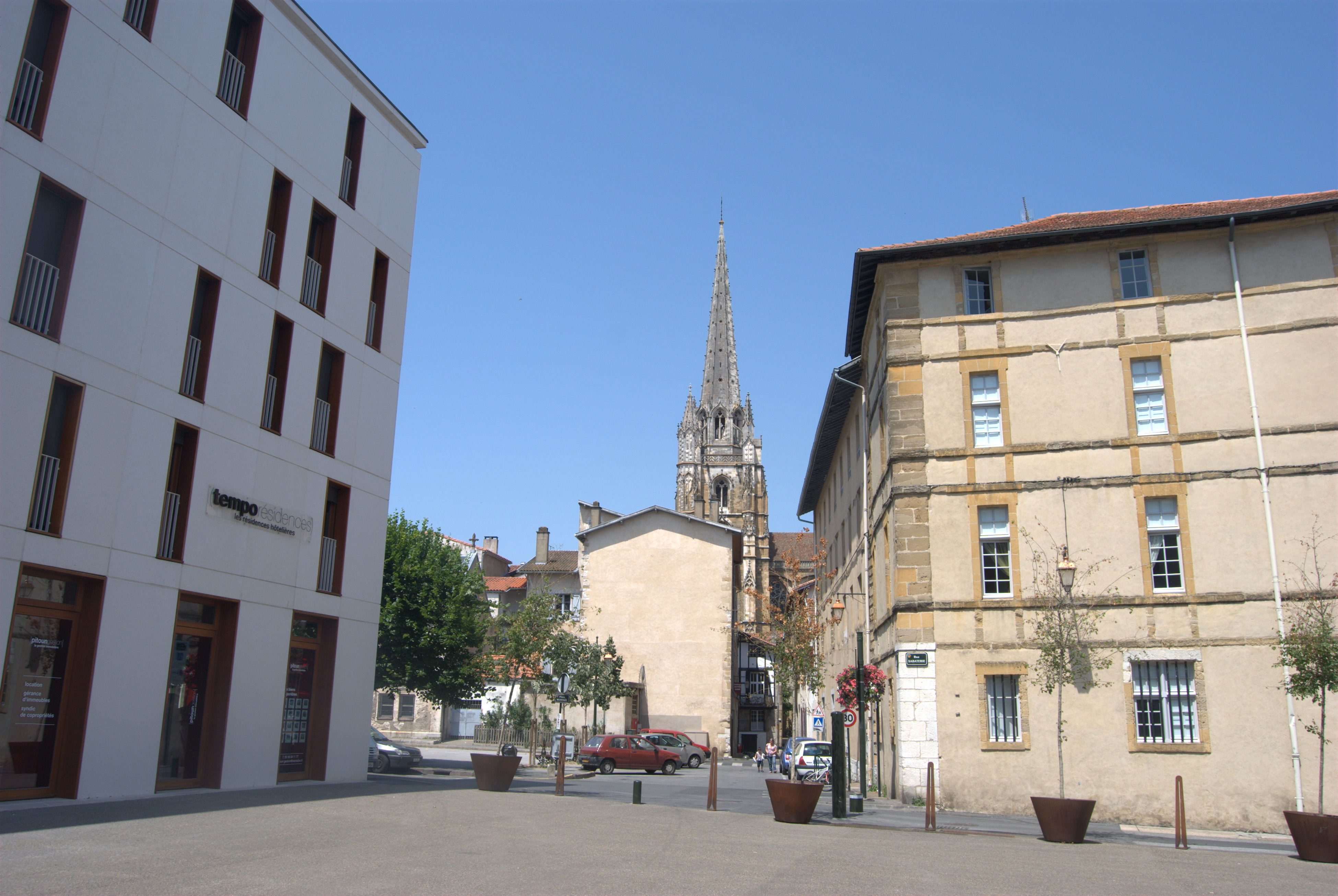
Un bâtiment de 2009 à gauche, la cathédrale Sainte-Marie de Bayonne au centre et l'ancien couvent de Sainte-Claire à droite.
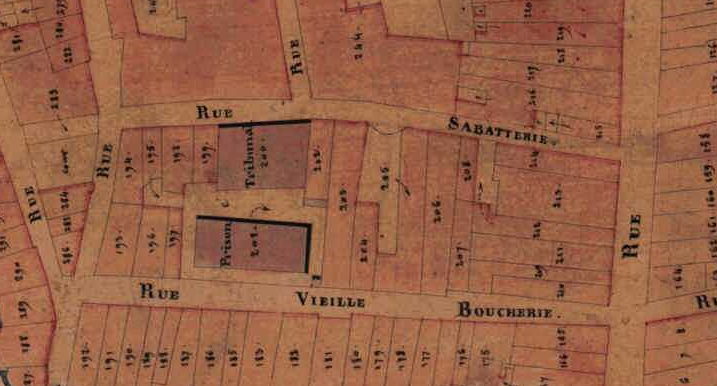
Cadastre napoléonien de 1831.

## Origine du nom
La rue tire son nom de la corporation des cordonniers et savetiers qui y était installée au Moyen Âge. À cette époque, elle est connue comme arrua de la Sabateiria ou de la Sabateire.

## Historique
Un diagnostic archéologique réalisé en 1993 a montré l'occupation du site dès le Ier siècle. En 2007, de nouvelles fouilles mettent notamment en évidence un lot de céramique antique ainsi qu'un mur du IVe ou Ve siècle,. Elles suggèrent que le site antique avait une orientation différente de l'actuel.
La corporation des cordonniers et savetiers qui était installée dans la rue au Moyen Âge jouissait de privilèges considérables. Ducéré note qu'en 1749, plus aucun cordonnier n'était placé rue Sabaterie et soupçonne ce changement d'être déjà daté de plusieurs siècles.
Le couvent de Sainte-Claire fut construit en 1688 à l'angle des rues Montaut et Sabaterie. Le jardin étant situé de l'autre côté de la rue, une communication souterraine aurait été établie sous la rue pour le relier au bâtiment. En 1789, il y avait treize ou quatorze religieuses dans ce couvent.
Les Dames de l'Union chrétienne ou de la foi, probablement moins de sept ou huit, s'établirent également dans la rue au XVIIe ou au XVIIIe siècle, et éduquèrent gratuitement les jeunes filles pauvres.
En 1773, c'est dans cette rue, selon Ducéré, que naquit le marin Bernard Dubourdieu. Le quai Dubourdieu, au bord de la Nive, lui rend hommage.
À la Révolution, sur l'emplacement des Dames de la foi furent établis le tribunal et des prisons. En 1887, ceux-ci y étaient encore présents pour peu de temps.
Sur le cadastre de 1831, elle apparaît comme « rue Sabatterie ».

L'espace entre les deux édifices a été piétonnisé.

En 2008 et 2009 furent construits entre les rues Sabaterie et Vieille-Boucherie deux édifices, le maître d'ouvrage de l'un étant un promoteur privé et celui de l'autre l'office HLM de Bayonne. L'ouvrage fut nommé parmi les 100 bâtiments de l'année 2009 par le magazine Architecture Mouvement Continuité. L'édifice privé est devenu une résidence hôtelière. L'espace entre les deux bâtiments, auparavant un parc de stationnement, devint piéton et fit l'objet d'un aménagement paysager.